# Catedral de San Francisco Javier (Vincennes)
La Catedral de San Francisco Javier o simplemente Basílica de San Francisco Javier (en inglés: St. Francis Xavier Cathedral ; Basilica of St. Francis Xavier) Es una iglesia católica en Vincennes, Indiana en Estados Unidos. La basílica lleva el nombre de Francisco Xavier, un sacerdote jesuita del siglo XVI, y está ubicada frente al Parque Histórico Nacional George Rogers Clark, en 205 Church Street. Los misioneros jesuitas fundaron la parroquia de San Francisco Xavier alrededor de 1734, convirtiéndola en la parroquia católica más antigua de Indiana. Sus primeros registros parroquiales datan de 1749. La actual basílica griega de estilo neorrenacentista, construida en o cerca del sitio de dos iglesias católicas anteriores, data de 1826.
En 1834, cuando el papa Gregorio XVI erigió la diócesis de Vincennes, y San Francisco Javier fue elevada al estatus de una catedral y sirvió como la sede episcopal católica desde 1834 a 1898. La sede de la diócesis se trasladó a Indianápolis en 1878 y en 1898 la sede episcopal pasó a llamarse Diócesis de Indianápolis. El 14 de marzo de 1970, el papa Pablo VI elevó la Catedral de San Francisco Xavier a la condición de Basílica menor, un honor reservado sólo a las iglesias más históricas.

## Véase también

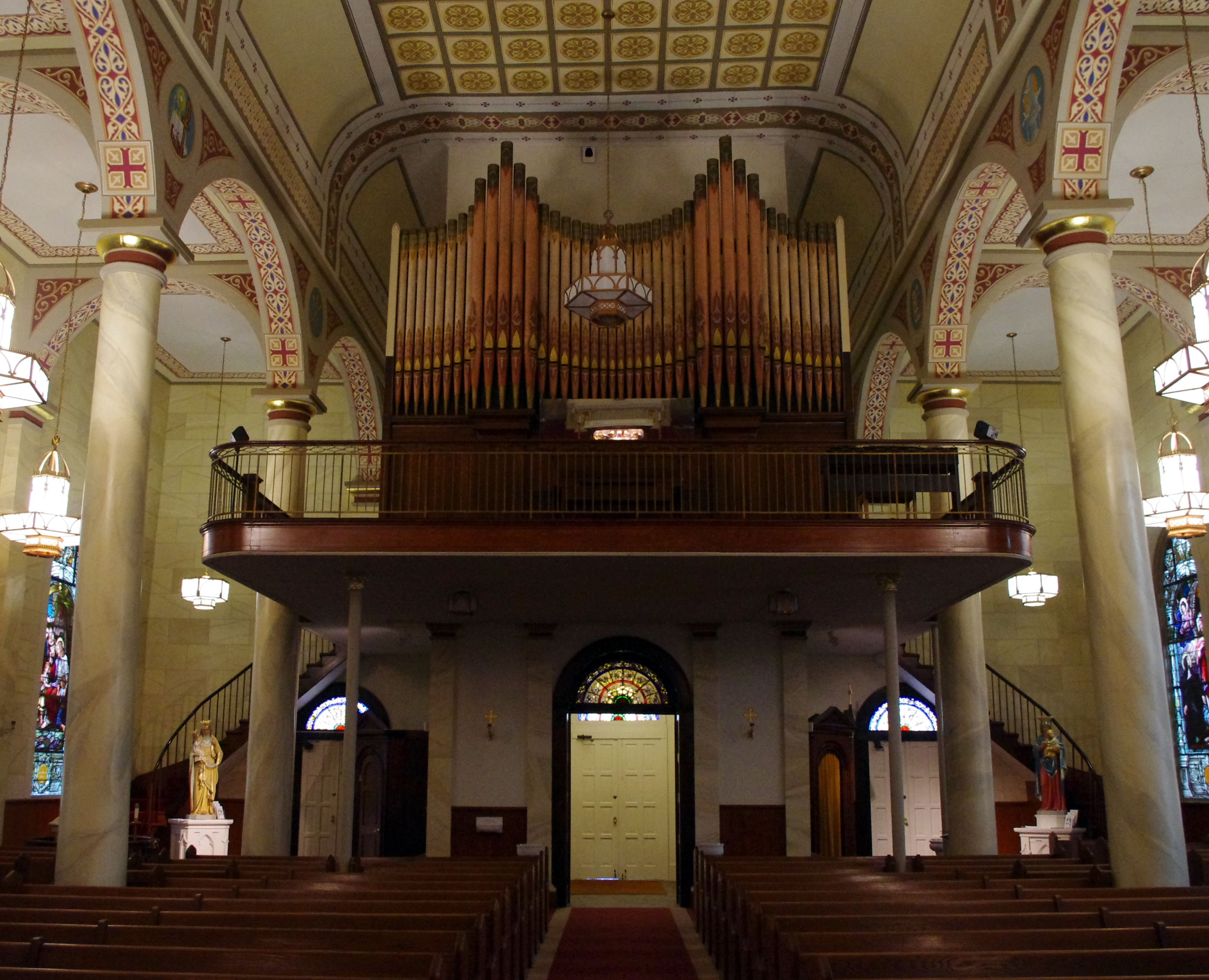
Vista interna